# Duʿā'

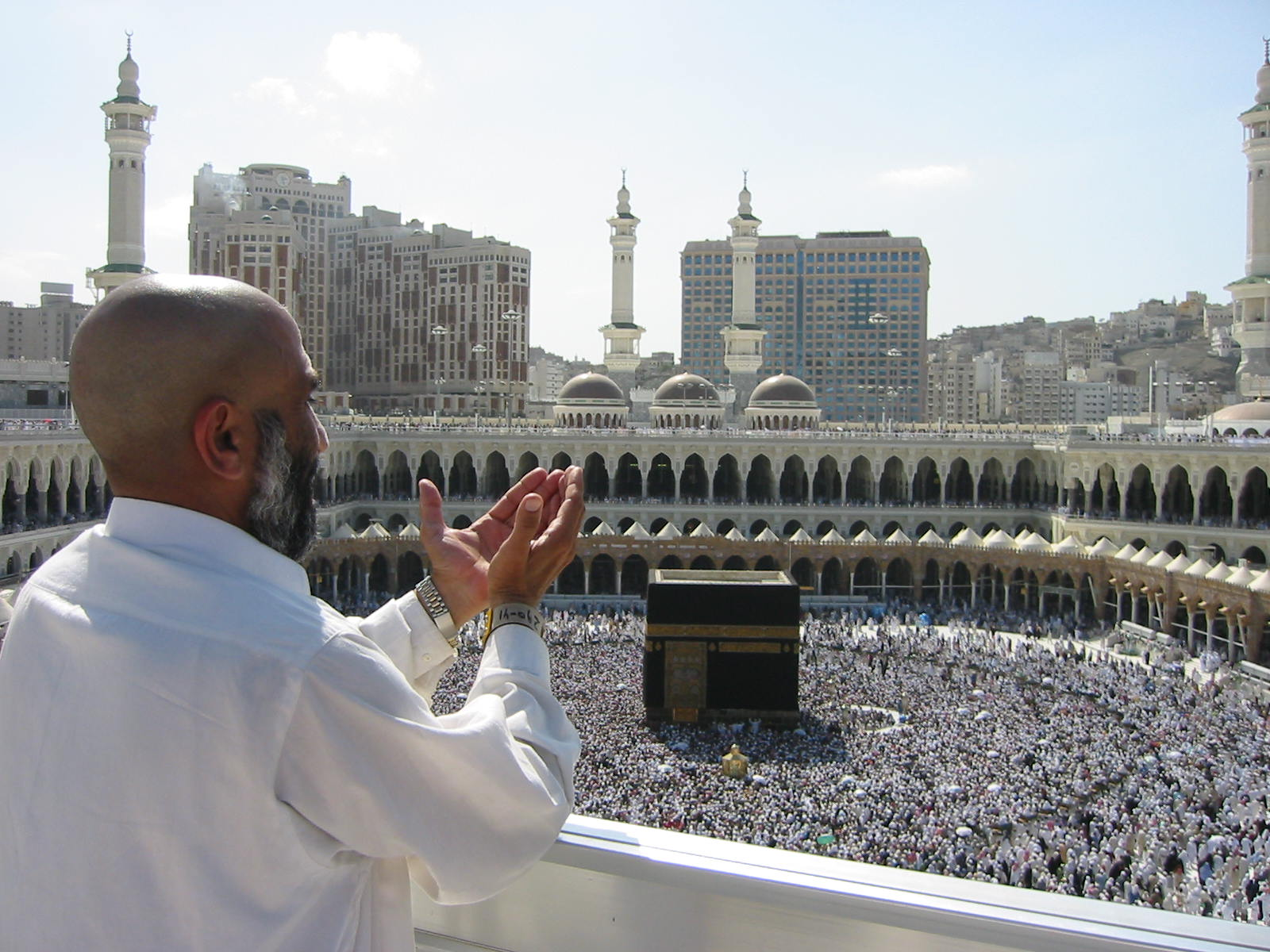
Muslim beim Bittgebet in Mekka, im Vordergrund die Kaaba

Duʿāʾ  (arabisch دعاء, DMG Duʿāʾ ‚Anrufung, Bitte‘) bezeichnet im Islam die persönliche Form des Bitt- oder Dankgebets. Ein Duʿāʾ kann zu jeder Tages- und Nachtzeit gesprochen werden, im Gegensatz zur Salāt, dem rituellen Gebet, das dem Muslim zu festgelegten Zeiten vorgeschrieben ist. Man kann ebenso eine klare Abgrenzung zum Dhikr ziehen, der eher nach innen gerichtet ist, während das Duʿāʾ eine formulierte Bitte umschließt.

## Koranische Aussagen
Im Koran finden sich mehrere Aussagen zum Duʿā' als Bitte und Anrufung. Als Synonym zu Duʿāʾ erscheint dabei auch der Begriff Daʿwa. Abraham (Sure 14:39) und Zacharias (Sure 3:38f.) preisen Gott dafür, dass er ihr Duʿāʾ erhört hat. In Sure 14:35 bittet Abraham  Gott, das Gebiet von Mekka sowie seine Nachkommen vor Schirk zu schützen und in Vers 39 dankt er Gott für die Gnade, noch im hohen Alter Vater zweier Söhne, Isaak und Ismail geworden zu sein.
Auch Gott selbst sagt von sich: „Ich erhöre die Bitte des Bittenden, wenn er mich bittet“ (Sure 2:186). Damit unterscheidet sich Gott von allen anderen Wesen, die die Menschen anrufen, denn diese erhören ihr Duʿāʾ nicht (Sure 35:14). In Sure 13:14 wird erklärt, dass Gott allein die wahre Anrufung (daʿwat al-ḥaqq) gebührt, während die Anrufung anderer Wesen oder Naturgewalten nutzlos ist. Der Mensch wird dafür getadelt, dass er nicht müde wird, Gott um Gutes zu bitten, wenn es ihm schlecht geht, sich dann auch, wenn Gott ihm Huld erweist, nicht von ihm abwendet (41:49; 41:51).
Auch über die Art und Weise der Anrufung Gottes finden sich im Koran Aussagen. So heißt es in Sure 7:55 „Ruft euren Herrn in Demut an und im Verborgenen; siehe, er liebt die nicht, die Übertretungen begehen.“ Bei der Anrufung soll sich der Mensch in seinem Glauben ganz auf Gott einstellen (Sure 40:65). Und in Sure 7:180 werden die Menschen aufgefordert, Gott mit seinen schönsten Namen anzurufen.
Das Duʿāʾ findet darüber hinaus in vielen Hadithen Erwähnung, seine Wichtigkeit haben viele Traditionarier und Rechtsgelehrte in ihren Werken herausgestellt.

## Regeln für das Duʿāʾ
Man kann für sich selbst, für jemand anderen, oder auch als Schutz vor jemand anderem ein Duʿāʾ formulieren. Beim Bittgebet hat der Muslim freie Wortwahl. Es werden jedoch auch oft koranische Texte, oder Auszüge aus Überlieferungen nach dem Propheten benutzt. Die Empfehlung zum Duʿāʾ geht oft mit bestimmten empfohlenen Bedingungen und Manieren (adab) einher, um die größtmögliche Aussicht auf Annahme des Erbetenen sicherzustellen. Dabei werden als Bedingungen u. a. genannt:
- nur Produkte essen, die halāl sind
- der Annahme der Bitte sicher sein
- beim Duʿāʾ nicht abgelenkt sein
- das Erbetene solle nicht zu einer Sünde führen, Feindseligkeit zwischen Familienmitgliedern verursachen oder Rechte eines Muslims verletzen
- nicht um etwas (logisch) Unmögliches bitten, da dies mangelnden Respekt gegenüber Gott darstelle

Zu den Manieren zählen:
- beste Zeiten auswählen, u. a. während der Niederwerfung im Gebet, zwischen Adhān und Iqāma
- vorher die rituelle Waschung vollziehen, dem Bittgebet das Pflichtgebet und das Eingeständnis der eigenen falschen Taten und die Reue darüber vorangehen lassen
- sich in Gebetsrichtung positionieren
- die Hände dabei zum Himmel heben

Ein wichtiger Aspekt beim Duʿa sind für den Muslim die Basmala am Anfang und die Segenswünsche für den Propheten Mohammed.